# Liste von Nicht-Vogel-Dinosaurier-Gattungen
Die Dinosaurier sind eine vielfältige Gruppe von Sauropsiden, die erstmals in der Trias vor 243 bis 233,23 Millionen Jahren auftrat. Der genaue Ursprung und Zeitpunkt der Entwicklung der Dinosaurier ist Gegenstand aktiver Forschung. Nach dem Trias-Jura-Massenaussterben vor 201,3 Millionen Jahren wurden sie zu den vorherrschenden Landwirbeltieren und ihre Dominanz setzte sich in der Jura- und Kreidezeit fort. Fossilien belegen, dass sich Vögel während der späten Juraepoche aus frühen Theropoden entwickelt haben. Damit sind Vögel die einzige Dinosaurierlinie, die das Aussterbeereignis der Kreidezeit und des Paläogens vor etwa 66 Millionen Jahren überlebte, und stellen heute die einzigen lebenden Dinosaurier dar.
Die nachfolgende Liste der Dinosauriergattungen ist eine Auflistung aller Gattungen, die jemals als Nicht-Vogel-Dinosaurier (nichtaviale Dinosaurier) betrachtet wurden, enthält aber auch einige Dinosaurier, deren Status als Nicht-Vogel-Dinosaurier umstritten ist, sowie rein umgangssprachliche Begriffe.
Die Liste enthält allgemein anerkannte Gattungen, aber auch Gattungen, die heute als ungültig oder zweifelhaft gelten (nomen dubium) oder nicht offiziell veröffentlicht wurden (nomen nudum), sowie jüngere Synonyme und Gattungen, die nicht mehr als Dinosaurier gelten. Viele der aufgelisteten Namen wurden neu klassifiziert, von echten Vögeln über Krokodile bis hin zu versteinertem Holz (siehe Aachenosaurus).

## Umfang und Terminologie
Es gibt keine offizielle Liste aller Gattungen von Nicht-Vogel-Dinosauriern. Die nächstgelegene ist die Dinosaurier-Gattungsliste, die vom Experten für biologische Nomenklatur George Olshevsky zusammengestellt wurde. Die maßgebliche allgemeine Quelle auf diesem Gebiet ist die zweite (2004) Ausgabe von The Dinosauria. Die überwiegende Mehrheit der unten aufgeführten Namen basiert auf Olshevskys Liste, und alle subjektiven Festlegungen (wie z. B. Junior-Synonymie oder Nicht-Dinosaurier-Status) beruhen auf The Dinosauria.
Die Terminologie folgt den Internationalen Regeln für die Zoologische Nomenklatur. Folgende Fachbegriffe werden verwendet:
- Jüngeres Synonym: Ein Name, der dasselbe Taxon beschreibt wie ein zuvor veröffentlichter Name. Wenn zwei oder mehr Gattungen formell benannt werden und die Typusexemplare später derselben Gattung zugeordnet werden, ist das zuerst veröffentlichte (in chronologischer Reihenfolge) das Senior-Synonym und alle anderen Fälle sind Junior-Synonyme. Senior-Synonyme werden in der Regel verwendet, es sei denn, die ICZN trifft eine Sonderentscheidung (siehe Tyrannosaurus), aber Junior-Synonyme können nicht erneut für eine andere Gattung verwendet werden, selbst wenn sie abgelehnt werden.
- Nomen nudum (lateinisch für „nackter Name“): Ein Name, der im Druck erschienen ist, aber noch nicht offiziell nach den Standards der ICZN veröffentlicht wurde. Nomina nuda (die Pluralform) sind ungültig und werden daher nicht kursiv gesetzt (siehe Ubirajara), wie es bei einem richtigen Gattungsnamen der Fall wäre. Wenn der Name später offiziell veröffentlicht wird, ist er kein nomen nudum mehr und wird in dieser Liste kursiv gesetzt.
- Nomen oblitum (lateinisch für „vergessener Name“): Ein Name, der in der wissenschaftlichen Gemeinschaft seit mehr als fünfzig Jahren nach seinem ursprünglichen Vorschlag nicht mehr verwendet wurde.
- Nomen manuscriptum (lateinisch für „Manuskript-Name“): Ein Name, der im Manuskript einer offiziellen Publikation erscheint, die jedoch keine wissenschaftliche Grundlage hat.
- Nomen dubium (lateinisch für „zweifelhafter Name“): Ein Name, der ein Fossil beschreibt, das keine eindeutigen diagnostischen Merkmale aufweist. Da es sich hierbei um eine äußerst umstrittene Bezeichnung handeln kann (siehe Hadrosaurus), sollten in dieser Liste keine Gattungen als solche gekennzeichnet werden.

## A
- Aachenosaurus – später stellte sich heraus, dass es sich um versteinertes Holz handelt
- Aardonyx
- Abdallahsaurus – nomen nudum; Synonym von Giraffatitan
- Abdarainurus
- Abditosaurus
- Abelisaurus
- Abrictosaurus
- Abrosaurus
- Abydosaurus
- Acantholipan
- Acanthopholis
- Achelousaurus
- Acheroraptor
- Achillesaurus
- Achillobator
- Acristavus
- Acrocanthosaurus
- Acrotholus
- Actiosaurus – später stellte sich heraus, dass es sich um ein Mitglied der Choristodera handelt
- Adamantisaurus
- Adasaurus
- Adelolophus
- Adeopapposaurus
- Adratiklit
- Adynomosaurus
- Aegyptosaurus
- Aeolosaurus
- Aepisaurus
- Aepyornithomimus
- Aerosteon
- Aetonyx – mögliches jüngeres Synonym von Massospondylus
- Afromimus
- Afrovenator
- Agathaumas – mögliches Synonym von Triceratops
- Aggiosaurus – später stellte sich heraus, dass es sich um ein Mitglied der Metriorhynchidae handelt
- Agilisaurus
- Agnosphitys – möglicherweise außerhalb der Dinosaurier
- Agrosaurus – mögliches jüngeres Synonym von Thecodontosaurus
- Agujaceratops
- Agustinia
- Ahshislepelta
- Ahvaytum
- Airakoraptor – nomen nudum; Kuru
- Ajancingenia – Synonym von Heyuannia
- Ajkaceratops
- Ajnabia
- Akainacephalus
- Alamosaurus
- Alamotyrannus – nomen nudum
- Alashansaurus – nomen nudum; Shaochilong
- Alaskacephale
- Albalophosaurus
- Albertaceratops
- Albertadromeus
- Albertavenator
- Albertonykus
- Albertosaurus
- Albinykus
- Albisaurus
- Alcovasaurus – mögliches jüngeres Synonym von Miragaia
- Alectrosaurus
- Aletopelta
- Algoasaurus
- Alioramus
- Aliwalia – jüngeres Synonym von Eucnemesaurus
- Allosaurus
- Almas
- Alnashetri
- Alocodon
- Alpkarakush
- Altirhinus
- Altispinax
- Alvarezsaurus
- Alwalkeria
- Alxasaurus
- Amanasaurus – möglicherweise außerhalb der Dinosaurier
- Amanzia
- Amargasaurus
- Amargastegos – nomen nudum
- Amargatitanis
- Amazonsaurus
- Ambopteryx
- Ammosaurus – jüngeres Synonym von Anchisaurus
- Ampelognathus
- Ampelosaurus
- Amphicoelias
- Amphicoelicaudia – nomen nudum; Synonym von Huabeisaurus
- Amphisaurus – besetzter Name, heutzutage bekannt als Anchisaurus
- Amtocephale
- Amtosaurus – mögliches jüngeres Synonym von Talarurus
- Amurosaurus
- Amygdalodon
- Anabisetia
- Analong
- Anasazisaurus
- Anatosaurus – jüngeres Synonym von Edmontosaurus
- Anatotitan – jüngeres Synonym von Edmontosaurus
- Anchiceratops
- Anchiornis
- Anchisaurus
- Andesaurus
- Andhrasaurus – nomen nudum
- Angaturama – mögliches jüngeres Synonym von Irritator
- Angloposeidon – nomen nudum
- Angolatitan
- Angulomastacator
- Angustungui – im Druck
- Anhuilong
- Aniksosaurus
- Animantarx
- Ankistrodon – später stellte sich heraus, dass es sich um ein Mitglied der Proterosuchidae handelt
- Ankylosaurus
- Anodontosaurus
- Anomalipes
- Anoplosaurus
- Anserimimus
- Antarctopelta
- Antarctosaurus
- Antetonitrus
- Anthodon – später stellte sich heraus, dass es sich um ein Mitglied der Pareiasauria handelt
- Antrodemus – mögliches älteres Synonym von Allosaurus
- Anzu
- Aoniraptor
- Aorun
- Apatodon – mögliches jüngeres Synonym von Allosaurus
- Apatoraptor
- Apatosaurus
- Appalachiosaurus
- Aquilarhinus
- Aquilops
- Arackar
- Aragosaurus
- Aralosaurus
- Aratasaurus
- Araucanoraptor – nomen nudum; Neuquenraptor
- Archaeoceratops
- Archaeocursor
- Archaeodontosaurus
- Archaeopteryx
- Archaeoraptor – eine Chimäre des Vogels Yanornis und des Dromaeosauriers Microraptor
- Archaeornithoides
- Archaeornithomimus
- Arcovenator
- Arctosaurus – später stellte sich heraus, dass es sich um ein Reptil außerhalb der Dinosaurier handelt
- Arcusaurus
- Ardetosaurus
- Arenysaurus
- Argentinosaurus
- Argyrosaurus
- Aristosaurus – mögliches jüngeres Synonym von Massospondylus
- Aristosuchus
- Arizonasaurus – später stellte sich heraus, dass es sich um ein Mitglied der Rauisuchia handelt
- Arkansaurus
- Arkharavia
- Arrhinoceratops
- Arrudatitan
- Arstanosaurus
- Asfaltovenator
- Asiaceratops
- Asiamericana – ein Fisch
- Asiatosaurus
- Asiatyrannus
- Asilisaurus – möglicherweise außerhalb der Dinosaurier
- Astrodon
- Astrodonius – jüngeres Synonym von Astrodon
- Astrodontaurus – jüngeres Synonym von Astrodon
- Astrophocaudia
- Asylosaurus
- Atacamatitan
- Atlantosaurus
- Atlasaurus
- Atlascopcosaurus
- Atrociraptor
- Atsinganosaurus

- Aublysodon
- Aucasaurus
- Augustia – besetzter Name, heutzutage bekannt als Agustinia
- Augustynolophus
- Auroraceratops
- Aurornis
- Australodocus
- Australotitan
- Australovenator
- Austrocheirus
- Austroposeidon
- Austroraptor
- Austrosaurus
- Avaceratops
- Avalonia – besetzter Name, heutzutage bekannt als Avalonianus
- Avalonianus – später stellte sich heraus, dass es sich um ein Mitglied der Rauisuchia, außerhalb der Dinosaurier handelt
- Aviatyrannis
- Avimimus
- Avipes – möglicherweise ein Mitglied der Dinosauromorpha, außerhalb der Dinosaurier
- Azendohsaurus – später stellte sich heraus, dass es sich um ein Mitglied der Archosauromorpha, außerhalb der Dinosaurier handelt

## B
- Baalsaurus
- Bactrosaurus
- Bagaceratops
- Bagaraatan
- Bagualia
- Bagualosaurus
- Bahariasaurus
- Bainoceratops
- Baiyinosaurus
- Bajadasaurus
- Bakesaurus – nomen nudum; Bactrosaurus
- Balaur – möglicherweise ein Vogel; mögliches jüngeres Synonym von Elopteryx
- Balochisaurus – nomen nudum
- Bambiraptor
- Banji
- Bannykus
- Baotianmansaurus
- Barapasaurus
- Barilium
- Barosaurus
- Barrosasaurus
- Barsboldia
- Baryonyx
- Bashanosaurus
- Bashunosaurus
- Basutodon – später stellte sich heraus, dass es sich um ein Mitglied der Archosauria, außerhalb der Dinosaurier handelt
- Bathygnathus – ein Mitglied der Pelycosaurier, Dimetrodon
- Batyrosaurus
- Baurutitan
- Bayannurosaurus
- Bayosaurus – nomen nudum
- Becklespinax – jüngeres Synonym von Altispinax
- Beelemodon – nomen nudum
- Beg
- Beibeilong
- Beipiaognathus – eine Chimäre von verschiedenen namenlosen Dinosauriern
- Beipiaosaurus
- Beishanlong
- Bellusaurus
- Belodon – später stellte sich heraus, dass es sich um ein Mitglied der Phytosauria handelt
- Berberosaurus
- Berthasaura
- Betasuchus
- Bicentenaria
- Bienosaurus
- Bihariosaurus – nomen nudum
- Bilbeyhallorum – nomen nudum; Cedarpelta
- Biscoveosaurus – nomen nudum
- Bissektipelta
- Bistahieversor
- Bisticeratops
- Blancocerosaurus – nomen nudum; Synonym von Giraffatitan
- Blasisaurus
- Blikanasaurus
- Bolong
- Bonapartenykus
- Bonapartesaurus
- Bonatitan
- Bonitasaura
- Borealopelta
- Borealosaurus
- Boreonykus
- Borogovia
- Bothriospondylus
- Brachiosaurus
- Brachyceratops
- Brachylophosaurus
- Brachypodosaurus
- Brachyrophus – jüngeres Synonym von Camptosaurus
- Brachytaenius – später stellte sich heraus, dass es sich um ein Mitglied der Metriorhynchidae handelt
- Brachytrachelopan
- Bradycneme
- Brasileosaurus – später stellte sich heraus, dass es sich um ein Mitglied der Archosauria, außerhalb der Dinosaurier handelt
- Brasilotitan
- Bravasaurus
- Bravoceratops
- Breviceratops
- Brighstoneus
- Brohisaurus
- Brontomerus
- Brontoraptor – nomen nudum, Synonym von Torvosaurus
- Brontosaurus
- Bruhathkayosaurus
- Bugenasaura – jüngeres Synonym von Thescelosaurus
- Buitreraptor
- Burianosaurus
- Buriolestes
- Bustingorrytitan
- Byranjaffia – nomen nudum; Byronosaurus
- Byronosaurus

## C
- Caenagnathasia
- Caenagnathus
- Caieiria
- Caihong
- Calamosaurus
- Calamospondylus – besetzter Name, heutzutage bekannt als Calamosaurus
- Calamospondylus
- Caletodraco
- Callovosaurus
- Calvarius
- Camarasaurus
- Camarillasaurus
- Camelotia
- Campananeyen
- Camposaurus
- Camptonotus – besetzter Name, heutzutage bekannt als Camptosaurus
- Camptosaurus
- Campylodon – besetzter Name, heutzutage bekannt als Campylodoniscus
- Campylodoniscus
- Canardia
- Capitalsaurus – nomen nudum
- Carcharodontosaurus
- Cardiodon
- Carnotaurus
- Caseosaurus
- Cathartesaura
- Cathetosaurus – möglicherweise eine Spezies von Camarasaurus
- Caudipteryx
- Caudocoelus – jüngeres Synonym von Teinurosaurus
- Caulodon – jüngeres Synonym von Camarasaurus
- Cedarosaurus
- Cedarpelta
- Cedrorestes
- Centemodon – später stellte sich heraus, dass es sich um ein Mitglied der Phytosauria handelt
- Centrosaurus
- Cerasinops
- Ceratonykus
- Ceratops
- Ceratosaurus
- Ceratosuchops
- Cetiosauriscus
- Cetiosaurus
- Chadititan
- Chakisaurus
- Changchunsaurus
- Changdusaurus – nomen nudum
- Changmiania
- Changyuraptor
- Chaoyangsaurus
- Charonosaurus
- Chasmosaurus
- Chassternbergia – jüngeres Synonym von Edmontonia
- Chebsaurus
- Chenanisaurus
- Cheneosaurus – jüngeres Synonym von Hypacrosaurus
- Chialingosaurus
- Chiayusaurus
- Cienciargentina
- Chienkosaurus – mögliches jüngeres Synonym von Szechuanosaurus
- Chihuahuasaurus – nomen nudum; Sonorasaurus
- Chilantaisaurus
- Chilesaurus
- Chindesaurus
- Chingkankousaurus
- Chinshakiangosaurus
- Chirostenotes
- Choconsaurus
- Chondrosteosaurus
- Choyrodon
- Chromogisaurus
- Chuandongocoelurus
- Chuanjiesaurus
- Chuanqilong
- Chubutisaurus
- Chucarosaurus
- Chungkingosaurus
- Chuxiongosaurus
- Cienciargentina
- Cinizasaurus – nomen nudum
- Cionodon
- Citipati
- Citipes
- Cladeiodon – später stellte sich heraus, dass es sich um ein Mitglied der Rauisuchia, außerhalb der Dinosaurier handelt
- Claorhynchus – zweifelhaft, je nach Autor zu den Ceratopsia oder den Hadrosauridae
- Claosaurus
- Clarencea – später stellte sich heraus, dass es sich um ein Mitglied der Sphenosuchia handelt
- Clasmodosaurus
- Clepsysaurus – später stellte sich heraus, dass es sich um ein Mitglied der Phytosauria handelt
- Coahuilaceratops
- Coahuilasaurus
- Coelophysis
- Coelosaurus – besetzter Gattungsname, Spezies Coelosaurus antiquus
- Coeluroides
- Coelurosauravus – später stellte sich heraus, dass es sich um einen primitiven Diapsiden handelt
- Coelurus
- Colepiocephale
- Coloradia – besetzter Name, heutzutage bekannt als Coloradisaurus
- Coloradisaurus
- Colossosaurus – nomen nudum; Pelorosaurus
- Comahuesaurus
- Comanchesaurus – nomen nudum
- Compsognathus
- Compsosuchus
- Comptonatus
- Concavenator
- Conchoraptor
- Condorraptor
- Convolosaurus
- Coronosaurus
- Corythoraptor
- Corythosaurus
- Craspedodon
- Crataeomus – jüngeres Synonym von Struthiosaurus
- Craterosaurus
- Creosaurus – jüngeres Synonym von Allosaurus
- Crichtonpelta
- Crichtonsaurus
- Cristatusaurus
- Crittendenceratops
- Crosbysaurus – später stellte sich heraus, dass es sich um ein Mitglied der Archosauriformes, außerhalb der Dinosaurier handelt
- Cruxicheiros
- Cryolophosaurus
- Cryptodraco – jüngeres Synonym (nicht benötigter Ersatzname) von Cryptosaurus
- Cryptoraptor – nomen nudum
- Cryptosaurus
- Cryptovolans – jüngeres Synonym von Microraptor
- Cumnoria

## D
- Daanosaurus
- Dacentrurus
- Dachongosaurus – nomen nudum
- Daemonosaurus
- Dahalokely
- Dakosaurus – später stellte sich heraus, dass es sich um ein Mitglied der Metriorhynchidae handelt
- Dakotadon
- Dakotaraptor
- Daliansaurus
- Damalasaurus – nomen nudum
- Dandakosaurus
- Danubiosaurus – jüngeres Synonym von Struthiosaurus
- Daptosaurus – nomen nudum; früher Manuskriptname für Deinonychus
- Darwinsaurus – jüngeres synonym von Hypselospinus oder Mantellisaurus
- Dashanpusaurus
- Daspletosaurus
- Dasygnathoides – später stellte sich heraus, dass es sich um ein Mitglied der Archosauria, außerhalb der Dinosaurier handelt
- Dasygnathus – besetzter Name, heutzutage bekannt als Dasygnathoides
- Datai
- Datanglong
- Datonglong
- Datousaurus
- Daurlong
- Daurosaurus – Synonym von Kulindadromeus
- Daxiatitan
- Deinocheirus
- Deinodon – möglicherweise Gorgosaurus
- Deinonychus
- Delapparentia – jüngeres Synonym von Iguanodon
- Deltadromeus
- Demandasaurus
- Denversaurus
- Deuterosaurus – später stellte sich heraus, dass es sich um ein Mitglied der Therapsiden handelt
- Diabloceratops
- Diamantinasaurus
- Dianchungosaurus – später stellte sich heraus, dass es sich um ein Mitglied der Crocodilia handelt
- Diceratops – besetzter Name, heutzutage bekannt als Nedoceratops
- Diceratus – jüngeres Synonym von Nedoceratops
- Diclonius
- Dicraeosaurus
- Didanodon – nomen nudum
- Dilong
- Dilophosaurus
- Diluvicursor
- Dimodosaurus – jüngeres Synonym von Plateosaurus
- Dineobellator
- Dinheirosaurus – mögliches jüngeres Synonym von Supersaurus
- Dinodocus
- Dinosaurus – besetzter Name für ein jüngeres Synonym von Brithopus; heutzutage ein jüngeres Synonym von Plateosaurus
- Dinotyrannus – jüngeres Synonym von Tyrannosaurus oder eines anderen Tyrannosauriden
- Diodorus – möglicherweise außerhalb der Dinosaurier
- Diplodocus
- Diplotomodon
- Diracodon – jüngeres Synonym von Stegosaurus
- Diuqin
- Dolichosuchus
- Dollodon – jüngeres Synonym von Mantellisaurus
- Domeykosaurus – nomen nudum, Synonym von Arackar
- Dongbeititan
- Dongyangopelta
- Dongyangosaurus
- Doratodon – später stellte sich heraus, dass es sich um ein Mitglied der Crocodilia handelt
- Dornraptor
- Doryphorosaurus – jüngeres Synonym (nicht benötigter Ersatzname) von Kentrosaurus
- Draconyx
- Dracopelta
- Dracoraptor
- Dracorex – mögliches jüngeres Synonym von Pachycephalosaurus
- Dracovenator
- Dravidosaurus – möglicherweise außerhalb der Dinosaurier
- Dreadnoughtus
- Drinker – jüngeres Synonym von Nanosaurus
- Dromaeosauroides
- Dromaeosaurus
- Dromiceiomimus
- Dromicosaurus – mögliches jüngeres Synonym von Massospondylus
- Drusilasaura
- Dryosaurus
- Dryptosauroides
- Dryptosaurus
- Dubreuillosaurus
- Duonychus
- Duranteceratops – nomen nudum
- Duriatitan
- Duriavenator
- Dynamosaurus – jüngeres Synonym von Tyrannosaurus
- Dynamoterror
- Dyoplosaurus
- Dysalotosaurus
- Dysganus
- Dyslocosaurus
- Dystrophaeus
- Dystylosaurus – jüngeres Synonym von Supersaurus
- Dzharacursor
- Dzharaonyx
- Dzharatitanis

## E
- Echinodon
- Edmarka – jüngeres Synonym von Torvosaurus
- Edmontonia
- Edmontosaurus
- Efraasia
- Einiosaurus
- Ekrixinatosaurus
- Elachistosuchus – später stellte sich heraus, dass es sich um ein Mitglied der Rhynchocephalia handelt
- Elaltitan
- Elaphrosaurus
- Elemgasem
- Elmisaurus
- Elopteryx – möglicherweise ein Vogel
- Elosaurus – jüngeres Synonym von Brontosaurus
- Elrhazosaurus
- Elvisaurus – nomen nudum; Cryolophosaurus
- Emausaurus
- Embasaurus
- Emiliasaura
- Enigmacursor
- Enigmosaurus
- Eoabelisaurus
- Eobrontosaurus – jüngeres Synonym von Brontosaurus
- Eocarcharia
- Eoceratops – jüngeres Synonym von Chasmosaurus
- Eocursor
- Eodromaeus
- Eohadrosaurus – nomen nudum; Eolambia
- Eolambia
- Eomamenchisaurus
- Eoneophron
- Eoplophysis – nomen nudum
- Eoraptor
- Eosinopteryx
- Eotrachodon
- Eotriceratops
- Eotyrannus
- Eousdryosaurus
- Epachthosaurus
- Epanterias – mögliches Synonym von Allosaurus
- Ephoenosaurus – nomen nudum; Machimosaurus (ein Mitglied der Crocodilia)
- Epicampodon – später stellte sich heraus, dass es sich um ein Mitglied der Proterosuchidae handelt, Ankistrodon
- Epichirostenotes
- Epidendrosaurus – Synonym von Scansoriopteryx
- Epidexipteryx
- Equijubus
- Erectopus
- Erketu
- Erliansaurus
- Erlikosaurus
- Erythrovenator
- Eshanosaurus
- Euacanthus – nomen nudum; jüngeres Synonym von Polacanthus
- Eucamerotus
- Eucentrosaurus – jüngeres Synonym (nicht benötigter Ersatzname) von Kentrosaurus
- Eucercosaurus
- Eucnemesaurus
- Eucoelophysis – möglicherweise außerhalb der Dinosaurier
- Eugongbusaurus – nomen nudum
- Euhelopus
- Euoplocephalus
- Eupodosaurus – später stellte sich heraus, dass es sich um ein Mitglied der Nothosauria handelt; Synonym von Lariosaurus
- Eureodon – nomen nudum; Tenontosaurus
- Eurolimnornis – später stellte sich heraus, dass es sich um ein Mitglied der Pterosauria handelt
- Euronychodon
- Europasaurus
- Europatitan
- Europelta
- Euskelosaurus
- Eustreptospondylus

## F
- Fabrosaurus – möglicherweise Lesothosaurus
- Falcarius
- Fendusaurus – nomen nudum
- Fenestrosaurus – nomen nudum; Oviraptor
- Ferganasaurus
- Ferganastegos – nomen nudum
- Ferganocephale
- Ferrisaurus
- Ferropectis – nomen nudum
- Fona
- Foraminacephale
- Fosterovenator
- Fostoria
- Frenguellisaurus – jüngeres Synonym von Herrerasaurus
- Fruitadens
- Fujianvenator
- Fukuiraptor
- Fukuisaurus
- Fukuititan
- Fukuivenator
- Fulengia
- Fulgurotherium
- Furcatoceratops
- Fushanosaurus
- Fusinasus – nomen nudum; Eotyrannus
- Fusuisaurus
- Futabasaurus – nomen nudum; nicht zu verwechseln mit dem formell beschriebenen Plesiosaurier Futabasaurus
- Futalognkosaurus
- Fylax

## G
- Gadolosaurus – nomen nudum
- Galeamopus
- Galesaurus – später stellte sich heraus, dass es sich um ein Mitglied der Therapsiden handelt
- Galleonosaurus
- Gallimimus
- Galtonia – später stellte sich heraus, dass es sich um ein Mitglied der Pseudosuchia;
- Galveosaurus – Synonym von Galvesaurus
- Galvesaurus
- Gamatavus – möglicherweise außerhalb der Dinosaurier
- Gandititan
- Gannansaurus
- Gansutitan – nomen nudum; Daxiatitan
- Ganzhousaurus
- Gargoyleosaurus
- Garrigatitan
- Garudimimus
- Garumbatitan
- Gasosaurus
- Gasparinisaura
- Gastonia
- Gavinosaurus – nomen nudum; Eotyrannus
- Geminiraptor
- Genusaurus
- Genyodectes
- Geranosaurus
- Gideonmantellia
- Giganotosaurus
- Gigantoraptor
- Gigantosaurus – besetzter Name, heutzutage bekannt als Tornieria
- Gigantosaurus
- Gigantoscelus – mögliches jüngeres Synonym von Euskelosaurus
- Gigantspinosaurus
- Gilmoreosaurus
- Ginnareemimus – nomen nudum; Kinnareemimus
- Giraffatitan
- Glacialisaurus
- Glishades
- Glyptodontopelta
- Gnathovorax
- Gobiceratops – mögliches jüngeres Synonym von Bagaceratops
- Gobihadros
- Gobiraptor
- Gobisaurus
- Gobititan
- Gobivenator
- Godzillasaurus – nomen nudum; Gojirasaurus
- Gojirasaurus
- Gondwanatitan
- Gondwanax – möglicherweise außerhalb der Dinosaurier
- Gongbusaurus
- Gongpoquansaurus
- Gongxianosaurus
- Gonkoken
- Gorgosaurus
- Goyocephale
- Graciliceratops
- Graciliraptor
- Gracilisuchus – später stellte sich heraus, dass es sich um ein Mitglied der Archosauria, außerhalb der Dinosaurier handelt
- Gravitholus
- Gremlin
- Gresslyosaurus – mögliches jüngeres Synonym von Plateosaurus
- Griphornis – jüngeres Synonym von Archaeopteryx
- Griphosaurus – jüngeres Synonym von Archaeopteryx
- Gryphoceratops
- Gryponyx
- Gryposaurus
- Gspsaurus – nomen nudum
- Guaibasaurus
- Gualicho
- Guanlong
- Guemesia
- Gwyneddosaurus – später stellte sich heraus, dass es sich um ein Mitglied der Tanystropheidae handelt
- Gyposaurus – mögliches jüngeres Synonym von Massospondylus

## H
- Hadrosauravus – nomen nudum; jüngeres Synonym von Gryposaurus
- Hadrosaurus
- Haestasaurus
- Hagryphus
- Hallopus – später stellte sich heraus, dass es sich um ein Mitglied der Crocodylomorpha handelt
- Halszkaraptor
- Halticosaurus
- Hamititan
- Hanssuesia
- Hanwulosaurus – nomen nudum
- Haplocanthosaurus
- Haplocanthus – besetzter Name, heutzutage bekannt als Haplocanthosaurus
- Haplocheirus
- Harenadraco
- Harpymimus
- Haya
- Hecatasaurus – jüngeres Synonym von Telmatosaurus
- Heilongjiangosaurus – nomen nudum
- Heishansaurus
- Helioceratops
- Helopus – besetzter Name, heutzutage bekannt als Euhelopus
- Heptasteornis
- Herbstosaurus – später stellte sich heraus, dass es sich um ein Mitglied der Pterosauria handelt
- Herrerasaurus
- Hesperonychus
- Hesperonyx
- Hesperornithoides
- Hesperosaurus
- Heterodontosaurus
- Heterosaurus – mögliches Synonym von Mantellisaurus
- Hexing
- Hexinlusaurus
- Heyuannia
- Hierosaurus
- Hikanodon – jüngeres Synonym von Iguanodon
- Hippodraco
- Hironosaurus – nomen nudum
- Hisanohamasaurus – nomen nudum
- Histriasaurus
- Homalocephale
- Honghesaurus – nomen nudum später als Yandusaurus beschrieben; Name später verwendet für eine Gattung von Meeresreptilien
- Hongshanosaurus – jüngeres Synonym von Psittacosaurus
- Hoplitosaurus
- Hoplosaurus – jüngeres Synonym von Struthiosaurus
- Horshamosaurus
- Hortalotarsus – mögliches jüngeres Synonym von of Massospondylus
- Huabeisaurus
- Huadanosaurus
- Hualianceratops
- Huallasaurus
- Huanansaurus
- Huanghetitan
- Huangshanlong
- Huaxiagnathus
- Huaxiaosaurus – jüngeres Synonym von Shantungosaurus
- Huaxiasaurus – nomen nudum; Huaxiagnathus
- Huaxiazhoulong
- Huayangosaurus
- Hudiesaurus
- Huehuecanauhtlus
- Huinculsaurus
- Hulsanpes
- Hungarosaurus
- Huxleysaurus – jüngeres Synonym von Hypselospinus
- Hylaeosaurus
- Hylosaurus – jüngeres Synonym von Hylaeosaurus
- Hypacrosaurus
- Hypnovenator
- Hypselorhachis – später stellte sich heraus, dass es sich um ein Mitglied der Ctenosauriscidae handelt
- Hypselosaurus
- Hypselospinus
- Hypsibema
- Hypsilophodon
- Hypsirhophus

## I
- Iani
- Iberospinus
- Ibirania
- Ichabodcraniosaurus – nomen nudum; Shri
- Ichthyovenator
- Igai
- Ignavusaurus
- Ignotosaurus – möglicherweise außerhalb der Dinosaurier
- Iguanacolossus
- Iguanodon
- Iguanoides – nomen nudum; Iguanodon
- Iguanosaurus – nomen nudum; Iguanodon
- Ikqaumishan – nomen nudum
- Iliosuchus
- Ilokelesia
- Imperobator
- Imrankhanhero – nomen nudum
- Imrankhanshaheen – nomen nudum
- Inawentu
- Incisivosaurus
- Indosaurus
- Indosuchus
- Ingenia – besetzter Name, heutzutage bekannt als Heyuannia yanshini
- Ingentia
- Inosaurus
- Invictarx
- Irisosaurus
- Irritator
- Isaberrysaura
- Isanosaurus
- Isasicursor
- Ischioceratops
- Ischisaurus – jüngeres Synonym von Herrerasaurus
- Ischyrosaurus – besetzter Gattungsname, Spezies Ischyrosaurus manseli
- Isisaurus
- Issasaurus – nomen nudum; Dicraeosaurus
- Issi
- Itapeuasaurus
- Itemirus
- Iuticosaurus
- Iyuku

## J
- Jaculinykus
- Jainosaurus
- Jakapil
- Jaklapallisaurus
- Janenschia
- Jaxartosaurus
- Jeholosaurus
- Jeholraptor – nomen nudum
- Jenghizkhan – jüngeres Synonym von Tarbosaurus
- Jensenosaurus – nomen nudum; Supersaurus
- Jeyawati
- Jianchangosaurus
- Jiangjunmiaosaurus – nomen nudum; Monolophosaurus
- Jiangjunosaurus
- Jiangshanosaurus
- Jiangxisaurus
- Jiangxititan
- Jianianhualong
- Jinbeisaurus
- Jinchuanloong
- Jindipelta – nomen nudum
- Jinfengopteryx
- Jingia – besetzter Name, heutzutage bekannt als Jingiella
- Jingiella
- Jingshanosaurus
- Jintasaurus
- Jinyunpelta
- Jinzhousaurus
- Jiutaisaurus
- Jobaria
- Jubbulpuria – mögliches jüngeres Synonym von Laevisuchus
- Judiceratops
- Julieraptor – nomen nudum
- Jurapteryx – jüngeres Synonym von Archaeopteryx
- Jurassosaurus – nomen nudum; Tianchisaurus
- Juratyrant
- Juravenator

## K
- Kaatedocus
- Kagasaurus – nomen nudum
- Kaijiangosaurus
- Kaijutitan
- Kakuru
- Kamuysaurus
- Kangnasaurus
- Kansaignathus
- Karongasaurus
- Katepensaurus
- Katsuyamasaurus – nomen nudum
- Kayentavenator
- Kazaklambia
- Kelmayisaurus
- Kelumapusaura
- Kemkemia – später stellte sich heraus, dass es sich um ein Mitglied der Crocodyliformes handelt
- Kentrosaurus
- Kentrurosaurus – jüngeres Synonym (nicht benötigter Ersatzname) von Kentrosaurus
- Kerberosaurus
- Khaan
- Khankhuuluu
- Khetranisaurus – nomen nudum
- Kholumolumo
- Khulsanurus
- Kileskus
- Kinnareemimus
- Kitadanisaurus – nomen nudum; Fukuiraptor
- Kittysaurus – nomen nudum; Eotyrannus
- Kiyacursor
- Klamelisaurus
- Kol
- Koleken
- Koparion
- Koreaceratops
- Koreanosaurus
- Koreanosaurus – nomen nudum; Name später verwendet für eine Gattung von Ornithopoden
- Koshisaurus
- Kosmoceratops
- Kotasaurus
- Koutalisaurus – mögliches jüngeres Synonym von Pararhabdodon
- Kritosaurus
- Kryptops
- Krzyzanowskisaurus – wahrscheinlich ein Mitglied der Pseudosuchia (Revueltosaurus?)
- Kukufeldia – jüngeres Synonym von Barilium
- Kulceratops
- Kulindadromeus
- Kulindapteryx – Synonym von Kulindadromeus
- Kunbarrasaurus
- Kundurosaurus
- Kunmingosaurus – nomen nudum
- Kuru
- Kurupi
- Kuszholia – später stellte sich heraus, dass es sich um einen Vogel handelt
- Kwanasaurus – möglicherweise außerhalb der Dinosauriern
- Kyacursor – andere Schreibweise von Kiyacursor

## L
- Labocania
- Labrosaurus – jüngerers Synonym von Allosaurus
- Laelaps – besetzter Name, heutzutage bekannt als Dryptosaurus
- Laevisuchus
- Lagerpeton – später stellte sich heraus, dass es sich um ein Mitglied der Pterosauromorpha, außerhalb der Dinosaurier handelt
- Lagosuchus – später stellte sich heraus, dass es sich um ein Mitglied der Dinosauromorpha, außerhalb der Dinosaurier handelt
- Laiyangosaurus
- Lajasvenator
- Lamaceratops – mögliches jüngeres Synonym von Bagaceratops
- Lambeosaurus
- Lametasaurus
- Lamplughsaura
- Lanasaurus – jüngeres Synonym von Lycorhinus
- Lancangosaurus – andere Schreibweise von Lancanjiangosaurus
- Lancanjiangosaurus – nomen nudum
- Lanzhousaurus
- Laosaurus
- Lapampasaurus
- Laplatasaurus
- Lapparentosaurus
- Laquintasaura
- Latenivenatrix – mögliches jüngeres Synonym von Stenonychosaurus
- Latirhinus
- Lavocatisaurus
- Leaellynasaura
- Ledumahadi
- Leinkupal
- Leipsanosaurus – jüngeres Synonym von Struthiosaurus
- Lengosaurus – nomen nudum; Eotyrannus
- Leonerasaurus
- Lepidocheirosaurus – jüngeres Synonym von Kulindadromeus
- Lepidus
- Leptoceratops
- Leptorhynchos
- Leptospondylus – jüngeres Synonym von Massospondylus
- Leshansaurus
- Lesothosaurus
- Lessemsaurus
- Levnesovia
- Lewisuchus – möglicherweise außerhalb der Dinosaurier
- Lexovisaurus
- Leyesaurus
- Liaoceratops
- Liaoningosaurus
- Liaoningotitan
- Liaoningvenator
- Liassaurus – nomen nudum; mögliches Synonym von Sarcosaurus
- Libycosaurus – später stellte sich heraus, dass es sich um ein Säugetier aus der Anthracotheriidae handelt
- Ligabueino
- Ligabuesaurus
- Ligomasaurus – nomen nudum; Synonym von Giraffatitan
- Likhoelesaurus – nomen nudum; möglicherweise außerhalb der Dinosaurier
- Liliensternus
- Limaysaurus
- Limnornis – besetzter Name, heutzutage bekannt als Palaeocursornis (ein Mitglied der Pterosauria)
- Limnosaurus – besetzter Name, heutzutage bekannt als Telmatosaurus
- Limusaurus
- Lingwulong
- Lingyuanosaurus
- Linhenykus
- Linheraptor
- Linhevenator
- Lirainosaurus
- Lisboasaurus – später stellte sich heraus, dass es sich um ein Mitglied der Crocodilia handelt
- Lishulong
- Liubangosaurus
- Llukalkan
- Lohuecotitan
- Lokiceratops
- Loncosaurus
- Longisquama – später stellte sich heraus, dass es sich um ein Reptil, außerhalb der Dinosaurier handelt
- Longosaurus – jüngeres Synonym von Coelophysis
- Lopasaurus – nomen nudum
- Lophorhothon
- Lophostropheus
- Loricatosaurus
- Loricosaurus
- Losillasaurus
- Lourinhanosaurus
- Lourinhasaurus
- Luanchuanraptor
- Luanpingosaurus – nomen nudum; Psittacosaurus
- Lucianosaurus – später stellte sich heraus, dass es sich um ein Mitglied der Archosauriformes, außerhalb der Dinosaurier handelt
- Lucianovenator
- Lufengosaurus
- Lukousaurus – möglicherweise ein Mitglied der Crurotarsi
- Luoyanggia
- Lurdusaurus
- Lusitanosaurus – möglicherweise außerhalb der Dinosaurier
- Lusotitan
- Lusovenator
- Lutungutali – möglicherweise außerhalb der Dinosaurier
- Lycorhinus
- Lythronax

## M
- Macelognathus – später stellte sich heraus, dass es sich um ein Mitglied der Crocodilia handelt
- Machairasaurus
- Machairoceratops
- Macrocollum
- Macrodontophion – später stellte sich heraus, dass es sich um ein Mitglied der Lophotrochozoa handelt
- Macrogryphosaurus
- Macrophalangia – jüngeres Synonym von Chirostenotes
- Macroscelosaurus – nomen nudum; jüngeres Synonym von Tanystropheus
- Macrurosaurus
- Madsenius – nomen nudum; Allosaurus
- Magnamanus
- Magnapaulia
- Magnirostris – mögliches jüngeres Synonym von Bagaceratops
- Magnosaurus
- Magulodon – nomen nudum
- Magyarosaurus
- Mahakala
- Mahuidacursor
- Maiasaura
- Maip
- Majungasaurus
- Majungatholus – jüngeres Synonym von Majungasaurus
- Malarguesaurus
- Malawisaurus
- Maleevosaurus – jüngeres Synonym von Tarbosaurus
- Maleevus
- Malefica
- Maleriraptor
- Maltaceratops – nomen nudum
- Mamenchisaurus
- Mandschurosaurus
- Manidens
- Manospondylus – Synonym von Tyrannosaurus
- Mansourasaurus
- Mantellisaurus
- Mantellodon – jüngeres Synonym von Mantellisaurus
- Maojandino – nomen nudum
- Mapusaurus
- Maraapunisaurus
- Marasuchus – später stellte sich heraus, dass es sich um ein Mitglied der Dinosauromorpha, außerhalb der Dinosaurier handelt
- Marisaurus – nomen nudum
- Marmarospondylus
- Marshosaurus
- Martharaptor
- Masiakasaurus
- Massospondylus
- Matheronodon
- Maxakalisaurus
- Mbiresaurus
- Medusaceratops
- Megacervixosaurus – nomen nudum
- Megadactylus – besetzter Name, heutzutage bekannt als Anchisaurus
- Megadontosaurus – nomen nudum; Microvenator
- Megalosaurus
- Megapnosaurus – mögliches jüngeres Synonym von Coelophysis
- Megaraptor
- Mei
- Melanorosaurus
- Mendozasaurus
- Menefeeceratops
- Menucocelsior
- Meraxes
- Mercuriceratops
- Meroktenos
- Merosaurus – nomen nudum; Dornraptor
- Metriacanthosaurus
- Mexidracon
- Microcephale – nomen nudum
- Microceratops – besetzter Name, heutzutage bekannt als Microceratus
- Microceratus
- Microcoelus
- Microdontosaurus – nomen nudum
- Microhadrosaurus
- Micropachycephalosaurus
- Microraptor
- Microvenator
- Mierasaurus
- Mifunesaurus – nomen nudum
- Migmanychion
- Minimocursor
- Minmi
- Minotaurasaurus
- Minqaria
- Miragaia
- Mirischia
- Mnyamawamtuka
- Moabosaurus
- Mochlodon
- Mohammadisaurus – nomen nudum; Tornieria
- Mojoceratops – jüngeres Synonym von Chasmosaurus
- Mongolosaurus
- Mongolostegus
- Monkonosaurus
- Monoclonius
- Monolophosaurus
- Mononychus – besetzter Name, heutzutage bekannt als Mononykus
- Mononykus
- Montanoceratops
- Morelladon
- Morinosaurus
- Moros
- Morosaurus – jüngeres Synonym von Camarasaurus
- Morrosaurus
- Mosaiceratops
- Moshisaurus – nomen nudum; möglicherweise Mamenchisaurus
- Mtapaiasaurus – nomen nudum; Synonym von Giraffatitan
- Mtotosaurus – nomen nudum; Dicraeosaurus
- Murusraptor
- Musankwa
- Mussaurus
- Muttaburrasaurus
- Muyelensaurus
- Mymoorapelta

## N
- Naashoibitosaurus
- Nambalia
- Nankangia
- Nanningosaurus
- Nanosaurus
- Nanotyrannus – mögliches jüngeres Synonym von Tyrannosaurus
- Nanshiungosaurus
- Nanuqsaurus
- Nanyangosaurus
- Napaisaurus
- Narambuenatitan
- Narindasaurus
- Nasutoceratops
- Natovenator
- Natronasaurus – ungültiger Name, entweder Alcovasaurus oder Miragaia
- Navajoceratops
- Nebulasaurus
- Nectosaurus – besetzter Name, heutzutage bekannt als Kritosaurus
- Nedcolbertia
- Nedoceratops – mögliches jüngeres Synonym von Triceratops
- Neimongosaurus
- Nemegtia – besetzter Name, heutzutage bekannt als Nemegtomaia
- Nemegtomaia
- Nemegtonykus
- Nemegtosaurus
- Neosaurus – besetzter Name; nach Parrosaurus umbenannt, heutzutage bekannt als Hypsibema
- Neosodon
- Neovenator
- Neuquenraptor
- Neuquensaurus
- Nevadadromeus
- Newtonsaurus – nomen nudum, möglicherweise Zanclodon
- Ngexisaurus – nomen nudum
- Ngwevu
- Nhandumirim
- Nicksaurus – nomen manuscriptum
- Niebla
- Nigersaurus
- Ningyuansaurus
- Ninjatitan
- Niobrarasaurus
- Nipponosaurus
- Noasaurus
- Nodocephalosaurus
- Nodosaurus
- Nomingia – mögliches jüngeres Synonym von Elmisaurus
- Nopcsaspondylus
- Normanniasaurus
- Notatesseraeraptor
- Nothronychus
- Notoceratops
- Notocolossus
- Notohypsilophodon
- Nqwebasaurus
- Nteregosaurus – nomen nudum; Janenschia
- Nullotitan
- Nurosaurus – nomen nudum
- Nuthetes
- Nyasasaurus – möglicherweise außerhalb der Dinosaurier
- Nyororosaurus – nomen nudum; Dicraeosaurus

## O
- Obelignathus
- Oblitosaurus
- Oceanotitan
- Ohmdenosaurus
- Ojoceratops – mögliches Synonym von Eotriceratops
- Ojoraptorsaurus
- Oksoko
- Oligosaurus – mögliches Synonym von Mochlodon
- Olorotitan
- Omeisaurus
- Omosaurus – besetzter Name, heutzutage bekannt als Dacentrurus
- Ondogurvel
- Onychosaurus – jüngeres Synonym von Zalmoxes oder Rhabdodon, oder eines Ankylosauriers
- Oohkotokia
- Opisthocoelicaudia
- Oplosaurus
- Orcomimus – nomen nudum
- Orinosaurus – jüngeres Synonym (nicht benötigter Ersatzname) von Orosaurus
- Orkoraptor
- Ornatops
- Ornatotholus – jüngeres Synonym von Stegoceras
- Ornithodesmus
- Ornithoides – nomen nudum; Saurornithoides
- Ornitholestes
- Ornithomerus – mögliches Synonym von Mochlodon
- Ornithomimoides
- Ornithomimus
- Ornithopsis
- Ornithosuchus – später stellte sich heraus, dass es sich um ein Mitglied der Archosauria, außerhalb der Dinosaurier handelt
- Ornithotarsus – jüngeres Synonym von Hadrosaurus
- Orodromeus
- Orosaurus
- Orthogoniosaurus
- Orthomerus
- Oryctodromeus
- Oshanosaurus – nomen nudum
- Osmakasaurus
- Ostafrikasaurus
- Ostromia
- Othnielia – jüngeres Synonym von Nanosaurus
- Othnielosaurus – jüngeres Synonym von Nanosaurus
- Otogosaurus – möglicherweise ein nomen nudum
- Ouranosaurus
- Overoraptor
- Overosaurus
- Oviraptor
- Ovoraptor – nomen nudum; Velociraptor
- Owenodon
- Oxalaia – mögliches jüngeres Synonym von Spinosaurus
- Ozraptor

## P
- Pachycephalosaurus
- Pachyrhinosaurus
- Pachysauriscus – mögliches jüngeres Synonym von Plateosaurus
- Pachysaurops – jüngeres Synonym von Pachysauriscus; mögliches jüngeres Synonym von Plateosaurus
- Pachysaurus – besetzter Name, heutzutage bekannt als Pachysauriscus; mögliches jüngeres Synonym von Plateosaurus
- Pachyspondylus – jüngeres Synonym von Massospondylus
- Pachysuchus
- Padillasaurus
- Pakisaurus – nomen nudum
- Palaeoctonus – später stellte sich heraus, dass es sich um ein Mitglied der Phytosauria handelt
- Palaeocursornis – später stellte sich heraus, dass es sich um ein Mitglied der Azhdarchoidea handelt
- Palaeolimnornis – nomen nudum; Palaeocursornis, Mitglied der Azhdarchoidea
- Palaeopteryx – möglicherweise ein Vogel
- Palaeosauriscus – jüngeres Synonym von Palaeosaurus
- Palaeosaurus – später stellte sich heraus, dass es sich um ein Reptil, außerhalb der Dinosaurier handelt
- Palaeosaurus – besetzter Name, heutzutage bekannt als Sphenosaurus und gilt als Mitglied der Procolophonidae, außerhalb der Dinosauier
- Palaeoscincus
- Paleosaurus – später stellte sich heraus, dass es sich um ein Mitglied der Archosauria, außerhalb der Dinosaurier handelt; jüngeres Synonym (nicht benötigter Ersatzname) von Palaeosaurus
- Paludititan
- Paluxysaurus – jüngeres Synonym von Sauroposeidon
- Pampadromaeus
- Pamparaptor
- Panamericansaurus
- Pandoravenator
- Panguraptor
- Panoplosaurus
- Panphagia
- Pantydraco – mögliches Synonym von Thecodontosaurus
- Papiliovenator
- Paraiguanodon – nomen nudum; Bactrosaurus
- Paralitherizinosaurus
- Paralititan
- Paranthodon
- Pararhabdodon
- Parasaurolophus
- Paraxenisaurus
- Pareiasaurus – später stellte sich heraus, dass es sich um ein Mitglied der Pareiasauria handelt
- Pareisactus
- Parksosaurus
- Paronychodon
- Parrosaurus – heutzutage bekannt als Hypsibema missouriensis
- Parvicursor
- Patagonykus
- Patagopelta
- Patagosaurus
- Patagotitan
- Pawpawsaurus
- Pectinodon
- Pedopenna
- Pegomastax
- Peishansaurus
- Pekinosaurus – später stellte sich heraus, dass es sich um ein Mitglied der Pseudosuchia; jüngeres Synonym von Revueltosaurus
- Pelecanimimus
- Pellegrinisaurus
- Peloroplites
- Pelorosaurus
- Peltosaurus – besetzter Name, heutzutage bekannt als Sauropelta
- Pendraig
- Penelopognathus
- Pentaceratops
- Perijasaurus
- Petrobrasaurus
- Petrustitan
- Phaedrolosaurus
- Philovenator
- Phuwiangosaurus
- Phuwiangvenator
- Phyllodon
- Piatnitzkysaurus
- Picrodon – möglicherweise außerhalb der Dinosaurier
- Pilmatueia
- Pinacosaurus
- Pisanosaurus – möglicherweise außerhalb der Dinosaurier
- Pitekunsaurus
- Piveteausaurus
- Planicoxa
- Plateosauravus
- Plateosaurus
- Platyceratops – mögliches jüngeres Synonym von Bagaceratops
- Platypelta
- Platytholus
- Plesiohadros
- Pleurocoelus – mögliches jüngeres Synonym von Astrodon
- Pleuropeltus – jüngeres Synonym von Struthiosaurus
- Pneumatoarthrus – später stellte sich heraus, dass es sich um eine Schildkröte handelt
- Pneumatoraptor
- Podischion – nomen nudum; Hypacrosaurus
- Podokesaurus
- Poekilopleuron
- Polacanthoides – eine Chimäre von Hylaeosaurus und Polacanthus
- Polacanthus
- Polyodontosaurus
- Polyonax
- Ponerosteus – später stellte sich heraus, dass es sich um ein Mitglied der Archosauria, außerhalb der Dinosaurier handelt
- Poposaurus – später stellte sich heraus, dass es sich um ein Mitglied der Archosauria, außerhalb der Dinosaurier handelt
- Portellsaurus
- Postosuchus – später stellte sich heraus, dass es sich um ein Mitglied der Rauisuchia handelt
- Powellvenator
- Pradhania
- Prenocephale
- Prenoceratops
- Priconodon
- Priodontognathus
- Proa
- Probactrosaurus
- Probrachylophosaurus
- Proceratops – jüngeres Synonym (nicht benötigter Ersatzname) von Ceratops
- Proceratosaurus
- Procerosaurus – später stellte sich heraus, dass es sich um ein Mitglied der Tanystropheidae handelt, Tanystropheus
- Procerosaurus – besetzter Name, heutzutage bekannt als Ponerosteus
- Procheneosaurus – jüngeres Synonym von Lambeosaurus
- Procompsognathus
- Prodeinodon
- Proiguanodon – nomen nudum; Iguanodon
- Propanoplosaurus
- Proplanicoxa – jüngeres Synonym von Mantellisaurus
- Prosaurolophus
- Protarchaeopteryx
- Protathlitis
- Protecovasaurus – später stellte sich heraus, dass es sich um ein Mitglied der Archosauriformes, außerhalb der Dinosaurier handelt
- Protiguanodon – jüngeres Synonym von Psittacosaurus
- Protoavis – als Vogel beschrieben, es handelt sich jedoch wahrscheinlich um eine Chimäre aus Knochen eines Theropoden und Knochen anderer Abstammung
- Protoceratops
- Protognathosaurus
- Protognathus – besetzter Name, heutzutage bekannt als Protognathosaurus
- Protohadros
- Protorosaurus – besetzter Name, heutzutage bekannt als Chasmosaurus
- Protorosaurus – später stellte sich heraus, dass es sich um ein Reptil, außerhalb der Dinosaurier handelt
- Proyandusaurus – nomen nudum; Hexinlusaurus.
- Pseudolagosuchus – möglicherweise außerhalb der Dinosaurier; jüngeres Synonym von Lewisuchus
- Psittacosaurus
- Pteropelyx
- Pterospondylus
- Puertasaurus
- Pukyongosaurus
- Pulanesaura
- Pulaosaurus
- Punatitan
- Pycnonemosaurus
- Pyroraptor

## Q
- Qaikshaheen – nomen nudum
- Qantassaurus
- Qianjiangsaurus
- Qianlong
- Qianzhousaurus
- Qiaowanlong
- Qijianglong
- Qingxiusaurus
- Qinlingosaurus
- Qiupalong
- Qiupanykus
- Quaesitosaurus
- Quetecsaurus
- Quilmesaurus
- Qunkasaura

## R
- Rachitrema – später stellte sich heraus, dass es sich um eine Chimäre aus hauptsächlich Ichthyosaurier-Fossilien handelt
- Rahiolisaurus
- Rahona – besetzter Name, heutzutage bekannt als Rahonavis
- Rahonavis – möglicherweise ein Vogel
- Rajasaurus
- Rapator
- Rapetosaurus
- Raptorex – mögliches jüngeres Synonym von Tarbosaurus
- Ratchasimasaurus
- Rativates
- Rayososaurus
- Razanandrongobe – später stellte sich heraus, dass es sich um ein Mitglied der Crocodylomorpha handelt
- Rebbachisaurus
- Regaliceratops
- Regnosaurus
- Revueltosaurus – später stellte sich heraus, dass es sich um ein Mitglied der Pseudosuchia handelt
- Rhabdodon
- Rhadinosaurus – wahrscheinlich außerhalb der Dinosaurier, mögliches Mitglied der Crocodilia
- Rhinorex – mögliches Synonym von Gryposaurus
- Rhodanosaurus – jüngeres Synonym von Struthiosaurus
- Rhoetosaurus
- Rhomaleopakhus
- Rhopalodon – später stellte sich heraus, dass es sich um ein Mitglied der Synapsida handelt
- Riabininohadros
- Richardoestesia
- Rileya – besetzter Name, heutzutage bekannt als Rileyasuchus
- Rileyasuchus – später stellte sich heraus, dass es sich um ein Mitglied der Phytosauria handelt
- Rinchenia
- Rinconsaurus
- Rioarribasaurus – jüngeres Synonym von Coelophysis
- Riodevasaurus – nomen nudum; Turiasaurus
- Riojasaurus
- Riojasuchus – später stellte sich heraus, dass es sich um ein Mitglied der Archosauria, außerhalb der Dinosaurier handelt
- Riojavenatrix
- Riparovenator
- Rocasaurus
- Roccosaurus – nomen nudum; Melanorosaurus
- Ronaldoraptor – nomen nudum
- Rubeosaurus – jüngeres Synonym von Styracosaurus
- Ruehleia
- Rugocaudia
- Rugops
- Ruixinia
- Rukwatitan
- Rutellum – nomen oblitum
- Ruyangosaurus

## S
- Sabinosaurus – nomen nudum
- Sacisaurus – möglicherweise außerhalb der Dinosaurier
- Sahaliyania
- Saichania
- Saldamosaurus – nomen nudum
- Salimosaurus – nomen nudum; Synonym von Giraffatitan
- Saltasaurus
- Saltillomimus – nomen nudum
- Saltopus – möglicherweise außerhalb der Dinosaurier
- Saltriosaurus – nomen nudum; Saltriovenator
- Saltriovenator
- Sanchusaurus – nomen nudum; möglicherweise Gallimimus
- Sangonghesaurus – nomen nudum; Tianchisaurus
- Sanjuansaurus
- Sanpasaurus
- Santanaraptor
- Sanxiasaurus
- Sarahsaurus
- Saraikimasoom – nomen manuscriptum
- Saraikisaurus – nomen nudum
- Sarcolestes
- Sarcosaurus
- Sarmientosaurus
- Sasayamagnomus
- Saturnalia
- Sauraechinodon – nomen nudum; Echinodon
- Sauraechmodon – nomen nudum; Echinodon
- Saurechinodon – nomen nudum; Echinodon
- Saurolophus
- Sauroniops
- Sauropelta
- Saurophaganax
- Saurophagus – besetzter Name, heutzutage bekannt als Saurophaganax
- Sauroplites
- Sauropodus – nomen nudum; Bustingorrytitan
- Sauroposeidon
- Saurornithoides
- Saurornitholestes
- Savannasaurus
- Scansoriopteryx
- Scaphonyx – später stellte sich heraus, dass es sich um ein Mitglied der Rhynchosauria handelt, Hyperodapedon
- Scelidosaurus
- Schleitheimia
- Scipionyx
- Sciurumimus
- Scleromochlus – später stellte sich heraus, dass es sich um ein Mitglied der Avemetatarsalia, außerhalb der Dinosaurier handelt
- Scolosaurus
- Scutellosaurus
- Secernosaurus
- Sefapanosaurus
- Segisaurus
- Segnosaurus
- Seismosaurus'' – jüngeres Synonym von ''Diplodocus
- Seitaad
- Sektensaurus
- Selimanosaurus – nomen nudum; Dicraeosaurus
- Sellacoxa – jüngeres Synonym von Barilium
- Sellosaurus – jüngeres Synonym von Plateosaurus
- Serendipaceratops
- Serikornis
- Shamosaurus
- Shanag
- Shanshanosaurus – jüngeres Synonym von Tarbosaurus
- Shantungosaurus
- Shanxia
- Shanyangosaurus
- Shaochilong
- Shenzhousaurus
- Shidaisaurus
- Shingopana
- Shishugounykus
- Shixinggia
- Shri
- Shuangbaisaurus – mögliches Synonym von Sinosaurus
- Shuangmiaosaurus
- Shunosaurus
- Shuvosaurus – später stellte sich heraus, dass es sich um ein Mitglied der Rauisuchia handelt
- Shuvuuia
- Siamodon
- Siamodracon – nomen nudum
- Siamosaurus
- Siamotyrannus
- Siamraptor
- Siats
- Sibirosaurus – nomen nudum, heutzutage bekannt als Sibirotitan
- Sibirotitan
- Sidersaura
- Sidormimus – nomen nudum
- Sierraceratops
- Sigilmassasaurus – mögliches jüngeres Synonym von Spinosaurus
- Silesaurus – möglicherweise außerhalb der Dinosaurier
- Siluosaurus
- Silutitan
- Silvisaurus
- Similicaudipteryx
- Sinankylosaurus
- Sinocalliopteryx
- Sinocephale
- Sinoceratops
- Sinocoelurus
- Sinopelta – nomen nudum; Synonym von Sinopeltosaurus
- Sinopeltosaurus – nomen nudum
- Sinopliosaurus – ein Pliosaurier; die Spezies S. fusuiensis ist eigentlich ein Dinosaurier, der möglicherweise ein Synonym von Siamosaurus ist.
- Sinornithoides
- Sinornithomimus
- Sinornithosaurus
- Sinosauropteryx
- Sinosaurus
- Sinotyrannus
- Sinovenator
- Sinraptor
- Sinusonasus
- Sirindhorna
- Skaladromeus – nomen nudum
- Skorpiovenator
- Smilodon – besetzter Name, heutzutage bekannt als Zanclodon
- Smitanosaurus
- Smok – möglicherweise außerhalb der Dinosaurier
- Sonidosaurus
- Sonorasaurus
- Soriatitan
- Soumyasaurus – möglicherweise außerhalb der Dinosaurier
- Spectrovenator
- Sphaerotholus
- Sphenosaurus – später stellte sich heraus, dass es sich um ein Reptil, außerhalb der Dinosaurier handelt
- Sphenospondylus – jüngeres Synonym von Mantellisaurus
- Spiclypeus
- Spicomellus
- Spinophorosaurus
- Spinops
- Spinosaurus
- Spinostropheus
- Spinosuchus – später stellte sich heraus, dass es sich um ein Reptil, außerhalb der Dinosaurier handelt
- Spondylosoma – später stellte sich heraus, dass es sich um ein Mitglied der Aphanosauria handelt
- Squalodon – später stellte sich heraus, dass es sich um ein Mitglied der Cetacea handelt
- Staurikosaurus
- Stegoceras
- Stegopelta
- Stegosaurides
- Stegosaurus
- Stegotitanus – nomen nudum; informelle Stellvertretung von Stegosaurus
- Stegouros
- Stellasaurus
- Stenonychosaurus
- Stenopelix
- Stenotholus – jüngeres Synonym von Stygimoloch, welches ein mögliches jüngeres Synonym von Pachycephalosaurus ist
- Stephanosaurus
- Stereocephalus – besetzter Name, heutzuteage bekannt als Euoplocephalus
- Sterrholophus – jüngeres Synonym von Triceratops
- Stokesosaurus
- Stormbergia – jüngeres Synonym von Lesothosaurus
- Strenusaurus – jüngeres Synonym von of Riojasaurus
- Streptospondylus
- Struthiomimus
- Struthiosaurus
- Stygimoloch – mögliches jüngeres Synonym von Pachycephalosaurus
- Stygivenator – jüngeres Synonym von Tyrannosaurus
- Styracosaurus
- Succinodon – später stellte sich heraus, dass es sich um versteinerte Molluskenbohrungen handelt
- Suchomimus
- Suchoprion – später stellte sich heraus, dass es sich um ein Mitglied der Phytosauria handelt
- Suchosaurus – mögliches Synonym von Baryonyx
- Suciasaurus – nomen nudum
- Sugiyamasaurus – nomen nudum
- Sulaimanisaurus – nomen nudum
- Supersaurus
- Suskityrannus
- Suuwassea
- Suzhousaurus
- Symphyrophus – jüngeres Synonym von Camptosaurus
- Syngonosaurus
- Syntarsus – besetzter Name, manchmal Coelophysis oder Megapnosaurus zugeordnet
- Syrmosaurus – jüngeres Synonym von Pinacosaurus
- Szechuanosaurus

## T
- Tachiraptor
- Talarurus
- Talenkauen
- Taleta
- Talos
- Tamarro
- Tambatitanis
- Tameryraptor
- Tangvayosaurus
- Tanius
- Tanycolagreus
- Tanystropheus – später stellte sich heraus, dass es sich um ein Mitglied der Protorosauria handelt
- Tanystrosuchus
- Taohelong
- Tapinocephalus – später stellte sich heraus, dass es sich um ein Mitglied der Therapsida handelt
- Tapuiasaurus
- Tarascosaurus
- Tarbosaurus
- Tarchia
- Tastavinsaurus
- Tatankacephalus
- Tatankaceratops – mögliches Synonym von Triceratops
- Tataouinea
- Tatisaurus
- Taurovenator
- Taveirosaurus – möglicherweise ein Säugetier aus der Eutriconodonta
- Tawa
- Tawasaurus – jüngeres Synonym von Lufengosaurus
- Tazoudasaurus
- Technosaurus – möglicherweise außerhalb der Dinosaurier
- Tecovasaurus – später stellte sich heraus, dass es sich um ein Mitglied der Archosauriformes, außerhalb der Dinosaurier handelt
- Tehuelchesaurus
- Teihivenator – nomen nudum
- Teinurosaurus
- Teleocrater – später stellte sich heraus, dass es sich um ein basales Mitglied der Avemetatarsalia handelt
- Telmatosaurus
- Tenantosaurus – nomen nudum; Tenontosaurus
- Tenchisaurus – nomen nudum; ein unveröffentlichter Museumsname für Tianchisaurus
- Tendaguria
- Tengrisaurus
- Tenontosaurus
- Teratophoneus
- Teratosaurus – später stellte sich heraus, dass es sich um ein Mitglied der Archosauria, außerhalb der Dinosaurier handelt
- Termatosaurus – später stellte sich heraus, dass es sich um ein Mitglied der Phytosauria handelt
- Terminocavus
- Tethyshadros
- Tetragonosaurus – jüngeres Synonym von Lambeosaurus
- Texacephale
- Texasetes
- Teyuwasu – mögliches jüngeres Synonym von Staurikosaurus
- Thanatotheristes
- Thanos
- Tharosaurus
- Thecocoelurus
- Thecodontosaurus
- Thecospondylus
- Theiophytalia
- Therizinosaurus
- Therosaurus – synonym von Iguanodon
- Thescelosaurus
- Thespesius
- Thotobolosaurus – nomen nudum; Kholumolumo
- Thyreosaurus
- Tiamat
- Tianchiasaurus – andere Schreibweise von Tianchisaurus
- Tianchisaurus
- Tianchungosaurus – nomen nudum; Dianchungosaurus (Crocodilia)
- Tianyulong
- Tianyuraptor
- Tianzhenosaurus
- Tichosteus
- Tienshanosaurus
- Tietasaura
- Timimus
- Timurlengia
- Titanoceratops
- Titanomachya
- Titanosaurus
- Titanosaurus – besetzter Name, heutzutage bekannt als Atlantosaurus
- Tlatolophus
- Tochisaurus
- Tomodon – besetzter Name, heutzutage bekannt als Diplotomodon
- Tonganosaurus
- Tongnanlong
- Tongtianlong
- Tonouchisaurus – nomen nudum
- Torilion – jüngeres Synonym von Barilium
- Tornieria
- Torosaurus
- Torvosaurus
- Tototlmimus
- Trachelosaurus – später stellte sich heraus, dass es sich um ein basales Mitglied der Archosauromorpha handelt
- Trachodon
- Tralkasaurus
- Transylvanosaurus
- Tratayenia
- Traukutitan
- Trialestes – später stellte sich heraus, dass es sich um ein basales Mitglied der Crocodylomorpha handelt
- Triassolestes – besetzter Name, heutzutage bekannt als Trialestes
- Tribelesodon – jüngeres Synonym von Tanystropheus, ein Mitglied der Protorosauria
- Triceratops
- Trierarchuncus
- Trigonosaurus
- Trimucrodon
- Trinisaura
- Triunfosaurus
- Troodon
- Tsaagan
- Tsagantegia
- Tsintaosaurus
- Tuebingosaurus
- Tugulusaurus
- Tuojiangosaurus
- Turanoceratops
- Turiasaurus
- Tylocephale
- Tylosteus – Synonym von Pachycephalosaurus
- Tyrannomimus
- Tyrannosaurus
- Tyrannotitan

## U
- Uberabatitan
- Ubirajara – nomen nudum
- Udanoceratops
- Udelartitan
- Ugrosaurus – jüngeres Synonym von Triceratops
- Ugrunaaluk – jüngeres Synonym von Edmontosaurus
- Uintasaurus – jüngeres Synonym von Camarasaurus
- Ultrasauros – jüngeres Synonym von Supersaurus
- Ultrasaurus – besetzter Name; umbenannt nach Ultrasauros welches heutzutage ein jüngeres Synonym von Supersaurus ist.
- Ultrasaurus
- Ulughbegsaurus
- Umarsaurus – nomen nudum; Barsboldia
- Unaysaurus
- Unenlagia
- Unescoceratops
- Unicerosaurus – nomen nudum, später stellte sich heraus, dass es sich um ein Fisch handelt
- Unquillosaurus
- Urbacodon
- Uriash
- Utahceratops
- Utahraptor
- Uteodon
- Utetitan – nomen nudum

## V
- Vagaceratops
- Vahiny
- Valdoraptor – mögliches Synonym von Thecocoelurus
- Valdosaurus
- Vallibonavenatrix
- Variraptor
- Vayuraptor
- Vectaerovenator
- Vectensia – jüngeres Synonym von Polacanthus oder Hylaeosaurus
- Vectidromeus
- Vectipelta
- Vectiraptor
- Vectisaurus – jüngeres Synonym von Mantellisaurus
- Vectispinus – nomen nudum
- Velafrons
- Velocipes
- Velociraptor
- Velocisaurus
- Venaticosuchus – später stellte sich heraus, dass es sich um ein Mitglied der Archosauria, außerhalb der Dinosaurier handelt
- Venenosaurus
- Vespersaurus
- Veterupristisaurus
- Viavenator
- Vitakridrinda – nomen nudum
- Vitakrisaurus – nomen nudum
- Volgatitan
- Volkheimeria
- Vouivria
- Vulcanodon

## W
- Wadhurstia – jüngeres Synonym von Hypselospinus
- Wakinosaurus
- Walgettosuchus – mögliches Synonym von Rapator
- Walkeria – besetzter Name, heutzutage bekannt als Alwalkeria
- Walkersaurus – nomen nudum; Duriavenator
- Wamweracaudia
- Wangonisaurus – nomen nudum; Synonym von Giraffatitan
- Wannanosaurus
- Weewarrasaurus
- Wendiceratops
- Wiehenvenator
- Willinakaqe
- Wintonotitan
- Wudingloong
- Wuerhosaurus
- Wulagasaurus
- Wulatelong
- Wulong
- Wyleyia – später stellte sich heraus, dass es sich um einen Vogel handelt
- Wyomingraptor – nomen nudum, Synonym von Allosaurus

## X
- Xenoceratops
- Xenoposeidon
- Xenotarsosaurus
- Xianshanosaurus
- Xiaosaurus
- Xiaotingia
- Xinghesaurus – nomen nudum
- Xingtianosaurus
- Xingxiulong
- Xinjiangovenator
- Xinjiangtitan
- Xiongguanlong
- Xixianykus
- Xixiasaurus
- Xixiposaurus
- Xiyunykus
- Xuanhanosaurus
- Xuanhuaceratops
- Xuanhuasaurus – nomen nudum; Xuanhuaceratops
- Xunmenglong
- Xuwulong

## Y
- Yaleosaurus – jüngeres Synonym von Anchisaurus
- Yamaceratops
- Yamanasaurus
- Yamatosaurus
- Yanbeilong
- Yandusaurus
- Yangchuanosaurus
- Yaverlandia
- Yehuecauhceratops
- Yezosaurus – nomen nudum; später stellte sich heraus, dass es sich um ein jüngeres Synonym von dem Mosasaurier Taniwhasaurus handelt.
- Yibinosaurus – nomen nudum
- Yimenosaurus
- Yingshanosaurus
- Yinlong
- Yixianosaurus
- Yizhousaurus
- Yongjinglong
- Ypupiara
- Yuanmouraptor
- Yuanmousaurus
- Yuanyanglong
- Yueosaurus
- Yulong
- Yunganglong
- Yunmenglong
- Yunnanosaurus
- Yunxianosaurus – nomen nudum
- Yunyangosaurus
- Yurgovuchia
- Yutyrannus
- Yuxisaurus
- Yuzhoulong

## Z
- Zalmoxes
- Zanabazar
- Zanclodon – später stellte sich heraus, dass es sich um eine Spezies außerhalb der Dinosaurier handelt
- Zapalasaurus
- Zapsalis
- Zaraapelta
- Zatomus – später stellte sich heraus, dass es sich um ein Mitglied der Archosauria, außerhalb der Dinosaurier handelt
- Zby
- Zephyrosaurus
- Zhanghenglong
- Zhejiangosaurus
- Zhenyuanlong
- Zhongjianosaurus
- Zhongornis – später stellte sich heraus, dass es sich um einen Vogel handelt
- Zhongyuansaurus – mögliches jüngeres Synonym von Gobisaurus
- Zhuchengceratops
- Zhuchengosaurus – jüngeres Synonym von Shantungosaurus
- Zhuchengtitan
- Zhuchengtyrannus
- Ziapelta
- Zigongosaurus
- Zizhongosaurus
- Zuniceratops
- Zunityrannus – nomen nudum, Suskityrannus
- Zuolong
- Zuoyunlong
- Zupaysaurus
- Zuul